# Центральный (Тверская область)
Центральный — посёлок в Тверской области России. Входит в Кимрский муниципальный округ.

## География
Расположен к северу от города Кимры, сразу за городской чертой, недалеко от левого берега Волги. Через посёлок проходит автодорога «Кимры—Каюрово—Селищи».

## История
В 2001 г. постановлением правительства РФ посёлок Центральная усадьба совхоза имени Калинина переименован в Центральный.
С 2005 до 2022 года посёлок являлся административным центром Центрального сельского поселения в Кимрском районе.

## Население
| 2002 | 2010 |
| ---- | ---- |
| 1238 | 1193 |